# Pacific Coast Championships 1990
Il Pacific Coast Championships 1990 è stato un torneo di tennis giocato sul sintetico indoor. È stata la 101ª edizione del Pacific Coast Championships, che fa parte della categoria World Series nell'ambito dell'ATP Tour 1990. Si è giocato a San Francisco negli Stati Uniti, dal 5 all'11 febbraio 1990.

## Campioni

### Singolare
Andre Agassi ha battuto in finale  Todd Witsken con il punteggio di 6–1, 6–3

### Doppio
Kelly Jones /  Robert Van't Hof hanno battuto in finale  Glenn Layendecker /  Richey Reneberg con il punteggio di 2–6, 7–6, 6–3